# Newsboys
Newsboys – australijski chrześcijański zespół pop-rockowy, utworzony w 1985 roku w mieście Mooloolaba, w stanie Queensland.
Od lat 90. XX w.  jeden z najpopularniejszych i najlepiej sprzedających się zespołów sceny CCM.
Zespół odwiedził Polskę 15 czerwca 2014 roku i zagrał podczas Festiwalu Nadziei w Warszawie. Wystąpili w filmie „Bóg nie umarł”, gdzie motywem przewodnim była ich piosenka „God’s not Dead”.

## Skład obecny
- Phil Joel – gitara basowa
- Peter Furler – wokalista ,gitara
- Michael Tait – śpiew
- Jeff Frankenstein – keyboard, gitara basowa, śpiew
- Duncan Phillips – perkusja, instrumenty perkusyjne, keyboard
- Jody Davis – gitara, śpiew

## Albumy
- United - (2019, Inpop)
- Restart – (2014, Inpop)
- God's Not Dead – (2011, Inpop)
- Born Again – (2010, Inpop)
- Go Remixed – (2007, Inpop)
- Go – (2006, Inpop)
- He Reigns: The Worship Collection – (2005, Sparrow/EMI-CMG)
- Devotion – (2004, Sparrow/EMI-CMG)
- Adoration: The Worship Album – (2003, Sparrow/EMI-CMG)
- Newsboys Remixed – (2002, Sparrow/EMI-CMG)
- Thrive – (2002, Sparrow/EMI-CMG)
- Shine: The Hits – (2000, Sparrow/EMI-CMG)
- Love Liberty Disco – (1999, Sparrow/EMI-CMG)
- Step Up To The Microphone – (1998, Star Song/Virgin)
- Take Me To Your Leader – (1996, Star Song/Virgin)
- Going Public – (1994, Star Song)
- Not Ashamed – (1992, Star Song)
- Boys Will Be Boyz – (1991, Star Song)
- Hell Is For Wimps – (1990, Star Song)
- Read All About It – (1988, Refuge/Star Song)